# Becki Newton
Becki Newton (New Haven, 1978. július 4. –) amerikai színésznő.
Leginkább televíziós munkásságáról ismert: fontosabb szerepei voltak a Ki ez a lány?, Az igazság ára és az Így jártam anyátokkal című sorozatok epizódjaiban.

## Magánélete
2005 óta Chris Diamantopoulos kanadai színész felesége, négy gyermekük született.

## Filmográfia

### Film
| Év   | Magyar cím             | Eredeti cím | Szerep   |
| ---- | ---------------------- | ----------- | -------- |
| 2004 | Utóirat: Szeretlek     | P.S.        | Rebecca  |
| 2007 | A szeretet szimfóniája | August Rush | Jennifer |
| 2019 | Anyainvázió            | Otherhood   | Andrea   |

### Televízió
| Év        | Magyar cím                               | Eredeti cím                       | Szerep                                     | Megjegyzések                                    |
| --------- | ---------------------------------------- | --------------------------------- | ------------------------------------------ | ----------------------------------------------- |
| 2001      |                                          | Burly TV                          | önmaga                                     | házigazda                                       |
| 2003      | Döglött akták                            | Cold Case                         | Melanie Whitley (1976)                     | 1 epizód                                        |
| 2003–2004 | Vezérlő fény                             | Guiding Light                     | lány                                       |                                                 |
| 2004      |                                          | American Dreams                   | Mindy                                      | 3 epizód                                        |
| 2004      | Esküdt ellenségek: Különleges ügyosztály | Law & Order: Special Victims Unit | Colleen Heaton                             | 1 epizód                                        |
| 2005      | Bűbájos boszorkák                        | Charmed                           | Piper Halliwell hasonmás                   | 1 epizód                                        |
| 2006–2010 | Ki ez a lány?                            | Ugly Betty                        | Amanda Tanen                               | főszereplő (85 epizód)                          |
| 2007–2014 | Amerikai fater                           | American Dad!                     | szőke nő / Mrs. Hannigan / Margie (hangja) | 2 epizód                                        |
| 2008–2009 |                                          | Mode After Hours                  | Amanda Tanen                               | főszereplő (19 epizód)                          |
| 2011      | Zűrös szerelmek                          | Love Bites                        | Annie Matopoulos                           | főszereplő (6 epizód)                           |
| 2012–2013 | Így jártam anyátokkal                    | How I Met Your Mother             | Quinn Garvey                               | 10 epizód                                       |
| 2013      |                                          | The Goodwin Games                 | Chloe Goodwin                              | főszereplő (8 epizód)                           |
| 2014      | Mickey egér                              | Mickey Mouse                      | pincérnő az óceánjárón (hangja)            | 1 epizód                                        |
| 2015      |                                          | Weird Loners                      | Caryn Goldfarb                             | főszereplő (6 epizód)                           |
| 2018–2019 | Válás                                    | Divorce                           | Jackie Giannopolis                         | 12 epizód                                       |
| 2018–2019 | Mondj egy mesét                          | Tell Me a Story                   | Katrina Thorn                              | 7 epizód                                        |
| 2022–     | Az igazság ára                           | The Lincoln Lawyer                | Lorna Taylor                               | - főszereplő - magyar hangja: - Kovács Patrícia |

## Fordítás
- Ez a szócikk részben vagy egészben  a   Becki Newton című angol Wikipédia-szócikk ezen változatának fordításán alapul.  Az eredeti cikk szerkesztőit annak laptörténete sorolja fel. Ez a jelzés csupán a megfogalmazás eredetét és a szerzői jogokat jelzi, nem szolgál a cikkben szereplő információk forrásmegjelöléseként.